# Ian Happ
Ian Happ (Pittsburgh, Pensilvania, 12 de agosto de 1994) es un jugador profesional estadounidense de béisbol que se desempeña en la posición de jardinero izquierdo en Chicago Cubs, equipo de las Grandes Ligas de Béisbol (MLB).

## Carrera
Fue seleccionado en la primera ronda en el Draft de la MLB de 2015. En 2017 hizo su debut profesional con el equipo Chicago Cubs, donde lleva jugando ocho temporadas.